# Австралийская комиссия по преступности
Австралийская комиссия по преступности является национальным агентством по расследованиям и уголовному розыску при австралийском правительстве, имеющее законные полномочия по борьбе с организованной преступностью и тяжкими преступлениями, такими как коррупция, терроризм, торговля наркотиками, наркотическая промышленность и отмывание денег.
Комиссия подчиняется министру внутренних дел, является частью портфеля Министерства Генерального прокурора, и подотчетна Объединенному парламентскому комитету по Австралийской комиссии по преступности.

## История
Для решения задач борьбы с терроризмом в 2002 году была создана новая Австралийская комиссия по преступности путём объединения следующих гос агентств:
- Национальная администрация по преступности
- Австралийское бюро криминальной разведки
- Управление стратегической оценки преступности